# Dahlik (langue)
Le dahlik, aussi appelé dahalik (en alphasyllabaire guèze : ዳሃሊክ, [haka (na)] dahālík, litt. « [langue de] le peuple de Dahlak »), est une langue éthiosémitique, apparentée au tigré et au tigrinya, parlée dans l'archipel des Dahlak, en Érythrée.
Selon le Projet Langues en danger, il y a environ 2 500 locuteurs du dahlik en 2005
. La langue est classée comme menacée.

## Annexe
- Marie-Claude Simeone-Senelle, « Les langues en Érythrée », Chroniques yéménites,‎ 2000 (DOI 10.4000/cy.39, lire en ligne, consulté le 7 mars 2023).
- (en) Marie-Claude Simeone-Senelle, « A Survey of the Dahalik language, an Afro-Semitic language spoken exclusively in Eritrea » [« Une enquête sur le dahlik, une langue afro-asiatique parlée exclusivement en Érythrée »] [PDF], sur shs.hal.science, novembre 2005 (HAL halshs-00319729, consulté le 7 mars 2023).